# Операция «Ифтах»
Операция «Ифтах» (ивр. מבצע יפתח‎) — военная операция «Хаганы» (еврейских военизированных формирований) в ходе гражданской войны в подмандатной Палестине. Операция началась 28 апреля 1948 года, после того, как из Восточной Галилеи, включая Цфат, были выведены британские войска, и ставила целью установление еврейского контроля над этим регионом в преддверии ожидаемого вторжения войск арабских государств в Палестину. Операция завершилась установлением контроля над Цфатом и окрестностями, сопровождалась массовым бегством или изгнанием гражданского населения, в том числе в результате акций устрашения. Продолжалась после провозглашения независимости Израиля и нача́ла вторжения на территорию Палестины регулярных войск арабских стран, завершившись 28 мая взятием Маликии — опорного пункта ливанской армии.

## Предшествующие события
Согласно принятому в ноябре 1947 года Генеральной Ассамблеей ООН плану раздела Палестины, северная часть страны — Галилея — также должна была быть разделена. Западная Галилея вместе с такими городами как Акра и Назарет предназначалась арабскому государству, а Восточная, включая Тверию, Цфат (Сафед) и Бейсан (Бейт-Шеан), — еврейскому.
Мирного раздела, однако, не состоялось, и в Палестине, официально находившейся под британским мандатным управлением, начался вооружённый межэтнический конфликт. В декабре 1947 года к нему присоединились окружающие Палестину арабские государства. На конференции в Каире было принято решение отправить в Палестину через Сирию 3000 добровольцев и 10 000 единиц стрелкового оружия в помощь местному арабскому населению. Результатом этого решения стало формирование в Дамаске Арабской освободительной армии, укомплектованной преимущественно сирийцами и иностранными наёмниками. Полевым командующим АОА стал Фавзи аль-Кавукджи, один из лидеров арабских повстанцев во время восстания 1936—1939 годов в Палестине.
В январе 1948 года первые группы бойцов АОА начали просачиваться через границу с Сирией в Палестину, уже 10 января предприняв безуспешный штурм еврейского поселения Кфар-Сольд в Верхней Галилее. К концу февраля силы АОА в Палестине составляли порядка 5000 человек, а к концу марта — до 7000, что было крупнейшим соединением арабских сил в Палестине на тот момент (силы в центре и на юге страны в сумме составляли примерно столько же). Ставка Кавукджи располагалась в Тверии; вместе с ним командование в Галилее осуществлял сирийский офицер Адиб аш-Шишакли. В первые месяцы 1948 года арабы владели инициативой по всей Палестине, включая Галилею. Они контролировали основные дороги (в том числе соединявшие Западную Галилею с Хайфой, Восточную с Тверией и долину Бейт-Шеан с Афулой), атаковали и блокировали еврейские сельскохозяйственные поселения и еврейские кварталы в городах со смешанным населением.
Еврейский ишув на начальном этапе войны был вынужден обороняться, но делал это успешно — ни одно еврейское поселение не пало. Напротив, ответные вылазки евреев могли заканчиваться значительными разрушениями и многочисленными смертями в арабских деревнях. В Восточной Галилее такие вылазки совершал 3-й батальон ударных отрядов ишува «Пальмах», на счету которого были, в частности, атаки на деревни Хисас в декабре 1947 года, Саса в феврале и Хусейния в марте 1948 года.
К концу марта евреям удалось мобилизовать 21 тысячу бойцов, за границей закупалось и тайно провозилось в Палестину стрелковое оружие. В условиях постепенного вывода британских войск из Палестины (срок действия мандата истекал в середине мая) руководство ишува приняло решение о начале наступательных операций. Программа реорганизации еврейских военизированных формирований в регулярную армию, насчитывающую 40 тысяч бойцов, в преддверии окончания мандата и ожидаемого вторжения армий арабских государств получила известность как план «Далет». В рамках этого плана предполагалось установить еврейский контроль не только над всей территорией, по плану ООН отводившейся еврейскому государству, но и над районами вокруг отдельных еврейских поселений за её пределами, на осях предполагаемого наступления арабских войск. «Пальмах» возглавил уроженец Галилеи Игаль Алон. Ряд современных исследователей пишет, что он с самого начала планировал этническую чистку внутренней и Верхней Галилеи с целью создания этнически однородного еврейского пространства.

### Боевые действия в Галилее накануне операции

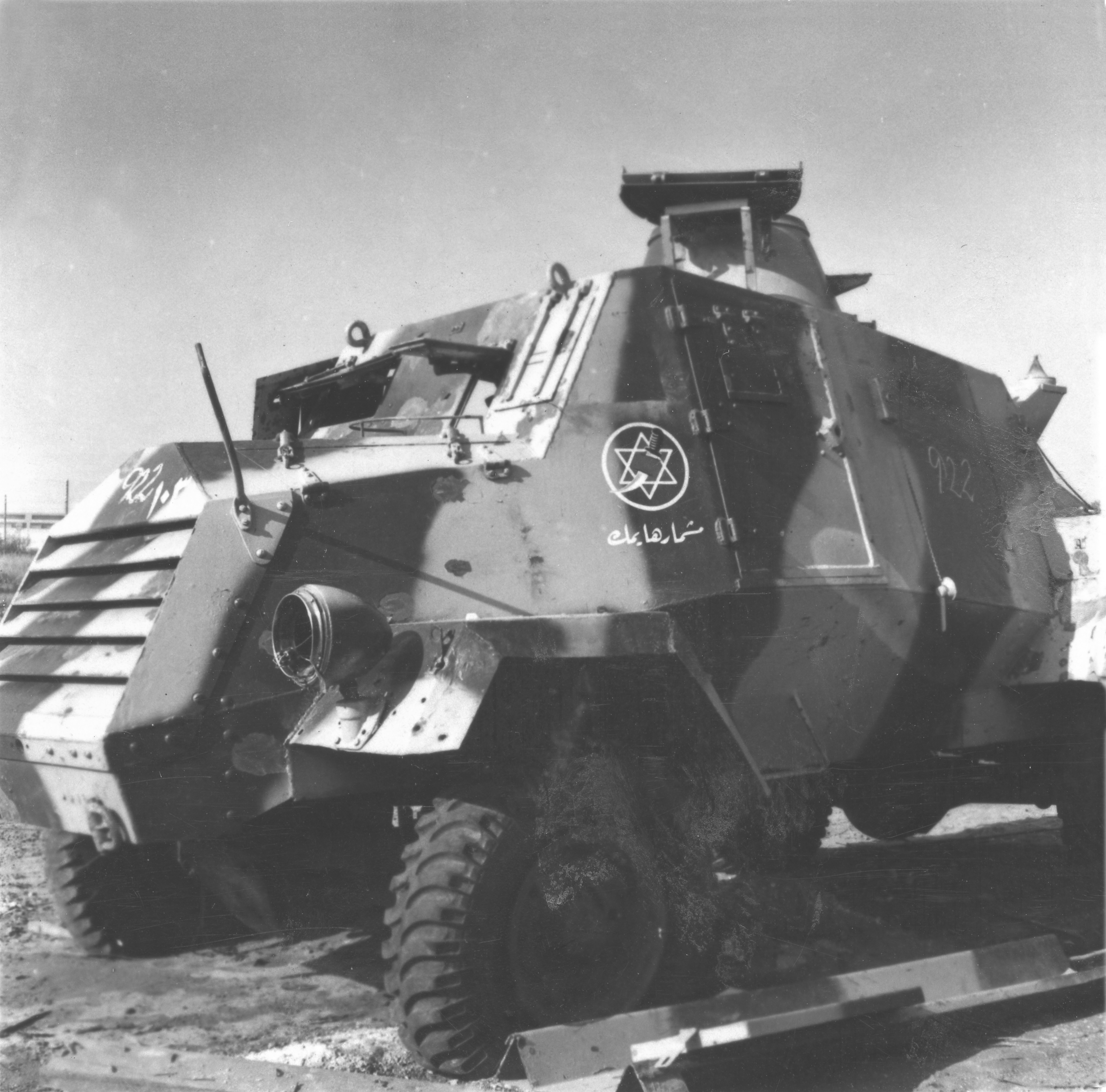
Бронеавтомобиль «Оттер», захваченный евреями у АОА в Галилее

Свои первые наступательные операции еврейская «Хагана» проводила в центре страны, пытаясь прорвать блокаду еврейских районов Иерусалима. Между тем в Галилее АОА 4 апреля начала штурм еврейского поселения Мишмар-ха-Эмек. Атаки сопровождались артобстрелами, но защитникам поселения удалось его отстоять, и 12 апреля еврейские силы перешли в контрнаступление, отбросив арабов от Мишмар-ха-Эмека. Между 12 и 14 апреля батальон наёмников-друзов так же безуспешно пытался занять еврейское поселение Рамат-Йоханан в Нижней Галилее. 15 и 16 апреля батальон еврейской бригады «Кармели» нанёс ответный удар, захватив две арабских деревни, которые друзы Шакиба Вахаба использовали в качестве базы. Этот успех и неудачные попытки батальона Вахаба с помощью местных арабских ополченцев отбить деревни нанесли удар по морали АОА. В дальнейшем они сыграли роль в том, что в межэтническом конфликте в Палестине местные друзы стали на сторону евреев. В ходе контрнаступления были также захвачены и полностью разрушены несколько деревень вблизи Мишмар-ха-Эмека, их арабское население бежало или было изгнано.
В это время британцы продолжали вывод войск из Палестины. Оставляя города в Галилее, они, в соответствии с полученными директивами, пытались убедить этнические меньшинства в этих городах — евреев в Цфате и арабов в Тверии — эвакуироваться. В обоих случаях на эти предложения было отвечено отказом. Однако уже 18 апреля «Хагана» нанесла сильный удар по Тверии, разрезав арабскую часть города надвое и вызвав массовое бегство жителей. 21 апреля, когда британцы ещё выводили свои силы из Хайфы, там также последовал удар еврейских войск. «Хагана» овладела арабской частью Хайфы за два дня, и там повторилась история Тверии: арабские жители в массовом порядке покинули город. В обоих случаях британцы, следуя директиве о разделении еврейского и арабского населения, не препятствовали бегству и даже помогали желавшим эвакуироваться.
В Цфате, где евреи составляли явное меньшинство (по разным источникам — 1500 евреев и 10 тысяч арабов, 1500 евреев и 9500—12 000 арабов, менее 2000 евреев и 12 000 арабов, 2400 евреев и 9500 арабов), их положение было намного хуже. Вооружённые столкновения начались уже в середине декабря 1947 года, когда был убит член «Хаганы» Менахем Мизрахи, патрулировавший базар в арабской части города; «Хаганой» в ответной акции были убиты три араба. В ночь со 2 на 3 января боевики «Пальмаха» взорвали в арабской части города дом, принадлежавший приближённому Амина аль-Хусейни Субхи аль-Хидре. 2 февраля 1948 года еврейский квартал был впервые атакован большим арабским отрядом и с того же месяца, согласно Хаиму Герцогу, постоянно находился на осадном положении. Арабы контролировали дорогу между Цфатом и поселением Рош-Пина, блокируя доставку продуктов и обстреливая еврейские автобусы, что привело к многочисленным жертвам. В особенности часто еврейский транспорт атаковали отряды из соседствовавшей с Цфатом деревни Эйн-Зейтун. В свою очередь, еврейские силы установили контроль над дорогой из Цфата в Аккру, и арабским жителям приходилось обходить их заслоны вблизи города по горным тропам.
В ожидании ухода британских войск, отчасти мешавших противостоящим арабским и еврейским силам, обе стороны готовились к немедленному сражению. 15 апреля арабам удалось захватить ремесленную школу в еврейском квартале Цфата, которая находилась на выгодной высоте и на которую «Хагана» рассчитывала как на опорный пункт. Вскоре после этого британский гарнизон передал арабам все господствующие позиции в городе — полицейский форт Тегарта на горе Ханаан, старинную цитадель на холме в городской черте и ещё одно стратегически расположенное здание, известное как дом «Шалва». «Пальмаху» только удалось в день ухода британцев из города провести в еврейский квартал взвод бойцов, усиливший его оборону. В ту же ночь квартал был снова атакован. В нападении принимали участие более 400 арабов — в примерно равных пропорциях члены местных милиций и бойцы АОА из Сирии и Трансиордании. Защитникам квартала, среди которых было порядка 200 бойцов «Хаганы», удалось отразить атаку. Согласно более поздним оценкам, добавочная сила в 35 солдат «Пальмаха» под командованием Эльада Пеледа сыграла ключевую роль в том, что еврейский квартал устоял. На протяжении всего еврейского праздника Песах бойцы «Пальмаха» вместе с немногочисленными членами местного ополчения строили под арабским обстрелом укрепления; было выдвинуто предложение эвакуировать в Хайфу детей, но командир «Пальмаха» в конечном счёте решил этого не делать.

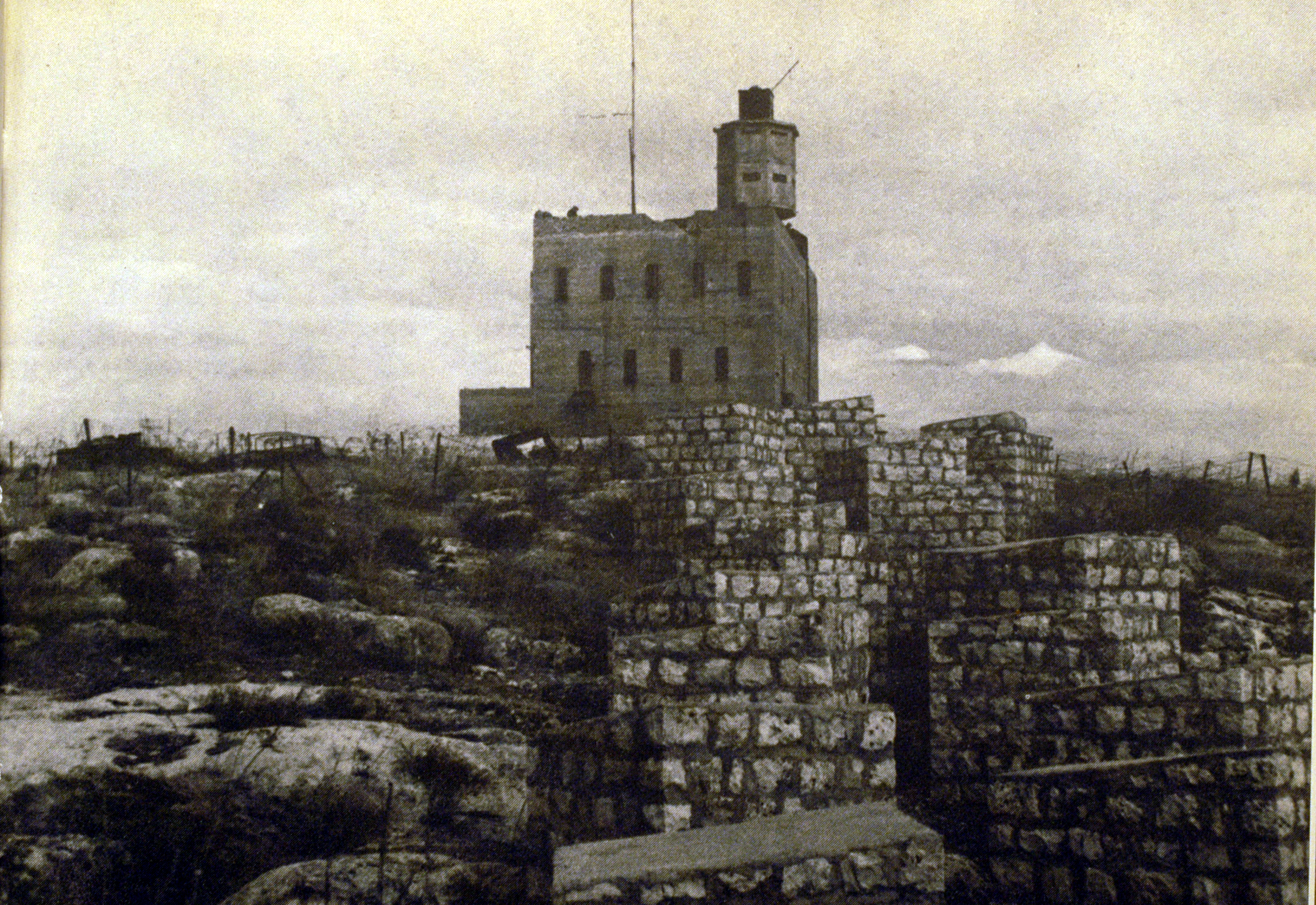
Полицейский форт Неби-Юша

В руках арабов также оказался господствующий над долиной Хулы севернее Тивериадского озера укреплённый пункт Неби-Юша. 15 апреля еврейские формирования, попытавшиеся овладеть этим фортом, потерпели неудачу, понеся тяжёлые потери. Ещё одну попытку предпринял 20 апреля офицер «Пальмаха» Муля (Шмуэль) Коэн; она не только оказалась безуспешной, но и обошлась атакующим в 22 человеческих жизни. За несколько дней до конца апреля многие арабские деревни в Галилее были превращены в укреплённые пункты, арабы контролировали большинство дорог в регионе, а сам он был отрезан от остальной части страны. Еврейская разведка доносила об арабских армиях по другую сторону границы, в полной боевой готовности ожидающих окончания срока действия мандата, чтобы начать вторжение.
Хотя еврейское командование не испытывало оптимизма в преддверии предстоящих боёв в Галилее, арабское командование в этом регионе было настроено ещё более пессимистично и начало эвакуацию населения. 20—22 мая по требованию арабских сил были эвакуированы женщины и дети из двух крупных деревень на северо-востоке Галилеи, известном как «ручка». В районе озера Хула эвакуироваться начали целые бедуинские кланы (Араб-аль-Зубейд) и деревни (Ульмания, Хусейния, Кирад-аль-Баккара, Кирад0аль-Ганнама, Хисас).

## Начало операции
Уже 22 апреля Алон представил командованию план операции по «замирению» Восточной Галилеи, предполагавший «тревожащие» действия по отношению к арабской части её населения. Предполагалось, что эти действия заставят арабов бежать. Среди основных целей операции был захват Цфата и установление контроля над районом Тель-Хая в Верхней Галилее, где должна была проходить подготовка к отражению арабского вторжения. Планируемая операция получила название «Ифтах» (представлявшее собой ивритскую аббревиатуру родного имени Алона «Игаль Пайкович» и топонима «Тель-Хай»), в ней должны были участвовать 3-й батальон «Пальмаха», 11-й батальон бригады «Голани», а также местные добровольческие силы.
Еврейские силы, однако, ещё несколько дней избегали крупномасштабных боевых действий в Восточной Галилее в связи с тем, что в этом регионе всё ещё сохранялось британское военное присутствие — полицейский форт в Рош-Пине и военная база южнее неё. Еврейское командование опасалось, что, заметив концентрацию войск, британцы могут отложить эвакуацию и тем самым помешать евреям установить контроль над Восточной Галилеей к началу вторжения. Лишь 28 апреля началась подготовка к эвакуации обоих гарнизонов. Бойцы 3-го батальона «Пальмаха» немедленно заняли позиции в непосредственной близости от укреплённых пунктов, чтобы не допустить их передачи арабам, как это произошло ранее в Цфате. В итоге им удалось занять обе позиции, установив контроль над окружающей местностью.
После этого силы «Пальмаха», обойдя гору Ханаан, захватили две арабских деревни к северу от Цфата — Бирию и Эйн-Зейтун, чтобы из них наладить гуманитарный коридор в блокированный еврейский квартал Цфата. С целью устрашения противника несколько десятков мужчин из Эйн-Зейтуна были казнены в близлежащем овраге, после чего дома в деревнях были подорваны на глазах у арабских жителей Цфата. По разным оценкам были убиты от 70 до более чем 100 пленных боеспособного возраста и вида, несколько дней ждавших своей участи — первоначально их планировалось обменивать на людей, попавших в плен при взятии еврейских посёлков арабами, но таких на севере не оказалось. После расстрела убитым развязали руки, пытаясь скрыть, что они не оказывали сопротивления. Разрушение Эль-Зейтуна и Бирии вызвало радость у евреев Цфата, помнивших активное участие жителей этих деревень в еврейских погромах 1929 и 1936-1939 годов.
2 мая в еврейский квартал было переброшено большинство личного состава 3-го батальона под командованием Моше Кельмана. В свою очередь были усилены и арабские отряды в городе, готовившиеся к штурму еврейского квартала. С позиций «Пальмаха» в еврейском квартале были подвергнуты миномётному обстрелу близлежащие арабские районы, жители которых были вынуждены спасаться бегством в сторону сирийской границы.
1 и 2 мая перешедшие через сирийскую границу арабские отряды попытались захватить еврейские кибуцы Дан, Дафна, Кфар-Сольд и Лехавот-ха-Башан в Верхней Галилее, а со стороны ливанской границы был атакован кибуц Рамот-Нафтали. Эти попытки не увенчались успехом. В ответ еврейские силы миномётным огнём заставили арабских жителей покинуть ряд деревень к северу от Рош-Пины, в районе, где подвергались атакам еврейские поселения, и вдоль дороги, ведущей к «ручке Галилеи».
Кроме того, продуктивными оказались предпринятые 3 и 4 марта еврейскими силами действия по освобождению из-под арабского контроля дороги между Тивериадским озером и Рош-Пиной. Эти действия, которые вёл 1-й батальон «Пальмаха», известны также как операция «Матате» (с ивр. — «Метла»). В ходе этой операции из района дороги были изгнаны бедуины двух кланов Араб-аль-Шамалина и Араб-аль-Зангария, неделями ведшие на ней обстрелы еврейского транспорта. Евреи взорвали большинство домов в окрестностях дороги, сожгли бедуинские шатры и захватили большое количество скота. Помимо этого, миномётному обстрелу был подвергнут блок арабских деревень к северу от Рош-Пины, жители которых в результате бежали. Это позволило евреям установить постоянную связь с поселениями на севере вблизи от границы с Сирией. В результате операции «Матате» Цфат оказался отрезан от сирийской границы, что означало невозможность переброски туда свежих арабских войск и боеприпасов. Количество беженцев в этом районе, по отчётам сирийских властей, направленным британцам, составило около 2000 человек.

## Бои за Цфат

Жители еврейского квартала Цфата и бойцы «Пальмаха»

Источники значительно расходятся в оценке арабских сил в Цфате к началу решающих боёв за этот город. В мемуарах Игаля Алона утверждается, что помимо 12 тысяч арабских жителей в Цфате в это время находились 3000 бойцов-добровольцев со всей Галилеи под командованием Адиба аш-Шишакли и ещё 700 добровольцев из Сирии. О 700 добровольцах из Сирии и Ирака упоминает также ещё один участник войны с еврейской стороны Иерухам Кохен. Современные историки склонны к более низким оценкам. Так, Бенни Моррис пишет о более чем 400 бойцах, включая как местное ополчение, так и солдат АОА. Мустафа Аббаси сообщает об ополчении численностью примерно 440 человек и примерно 60 сирийских волонтёрах АОА, находившихся в городе с января. После 16 апреля к этим силам присоединились 70—80 бойцов из 2-й Ярмукской бригады АОА аш-Шишакли и добровольческий отряд из Трансиордании численностью 112 человек. При этом Аббаси пишет, что оружие было роздано примерно половине местных ополченцев, а новый историк Илан Паппе утверждает, что вооружена была лишь половина из всех арабских бойцов в городе.
Еврейские силы в Цфате на раннем этапе, к моменту ухода из города британцев, состояли из примерно 200 бойцов «Хаганы», но после захвата Бирии и Эйн-Зейтуна к ним присоединился почти полностью 3-й батальон «Пальмаха». Описывая события после этого, Паппе оценивает еврейские силы в городе в 1000 человек, а оценка Аббаси составляет от 550 до 760 бойцов.
В период, предшествующий началу решающих боёв, силами АОА в городе командовал сирийский офицер аль-Хасан Кам аль-Маз, оптимистично оценивавший шансы арабов. В телеграмме аш-Шишакли он писал: «Боевой дух очень высок, молодёжь полна энтузиазма, мы их перебьём». Однако конфликт между Кам аль-Мазом и местным арабским руководством привёл к тому, что именно в начале мая аш-Шишакли отстранил его от командования, назначив на его место двух офицеров из Трансиордании, которых сириец незамедлительно обвинил в том, что те «продались евреям». В результате Кам аль-Маз и верные ему люди покинули город. Оставшиеся части испытывали нехватку боеприпасов и 5 мая телеграфировали Фавзи аль-Кавукджи, что тоже уйдут из Цфата, если в ближайшее время не придёт подкрепление, включая артиллерию. На боевой дух арабов отрицательно влияли также известия о падении Тверии и Хайфы и о бойне в Дейр-Ясине.
На фоне продолжающихся раздоров между арабскими военными контингентами, размещёнными в городе, начался отток из Цфата арабского гражданского населения. Согласно Моррису, ему не смогла помешать даже угроза одного из офицеров АОА реквизировать дома и имущество беженцев. Захват и разрушение Эйн-Зейтуна и Бирии вызвали панику среди гражданского населения Цфата и ускорило исход жителей из города. Дезертирство среди волонтёров АОА и местных ополченцев также приобрело массовый размах.
Первая атака еврейских сил в Цфате была направлена против полицейского форта на горе Ханаан. Эта атака оказалась неудачной, как и последовавший 6 мая штурм цитадели силами 3-го батальона Моше Кельмана под прикрытием миномётного огня. Несмотря на отсутствие практического результата, эти действия оказали деморализующее воздействие на арабские силы в Цфате, и 6 мая арабская сторона предложила перемирие. Учитывая, что до ожидаемого вторжения арабских армий оставались считанные дни, Игаль Алон отверг предложенные условия перемирия и приказал Кельману «решить проблему Цфата немедленно». Аш-Шишакли перебросил в город роту трансиорданцев и тоже отдал приказ о переходе в наступление, назначив его на 10 мая. В помощь арабскому гарнизону была направлена также артиллерия, участвовавшая в наступлении на Рамот-Нафтали. Прибыв на место, арабские орудия начали обстрел еврейского квартала Цфата с близлежащей высоты, побудив некоторых из лидеров местной религиозной общины к призывам к капитуляции.

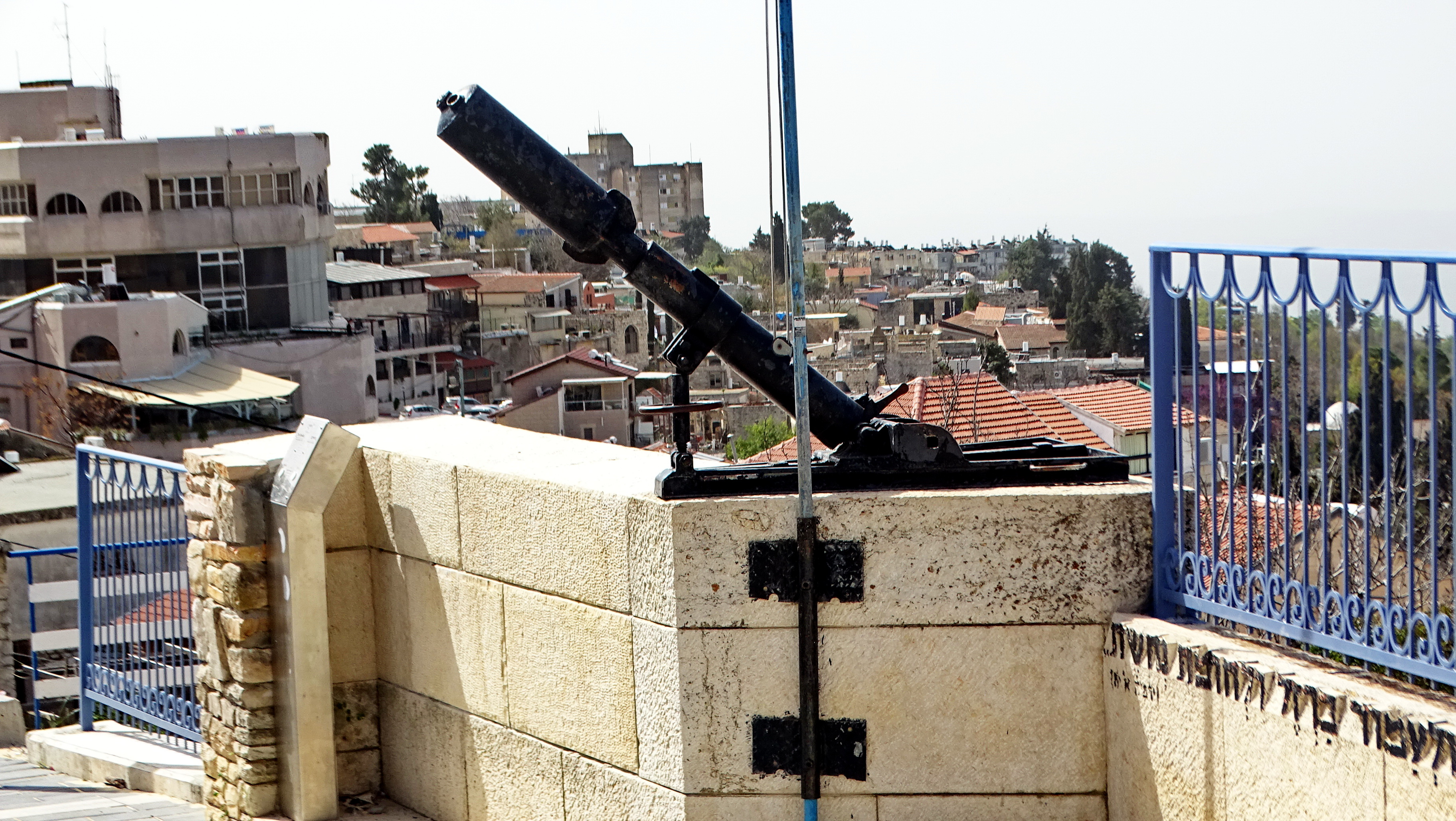
Памятник миномёту «Давидка» в Цфате

В итоге, однако, решающее наступление первыми начали евреи, воспользовавшись очередным ослаблением арабских сил: за несколько часов до этого из Цфата ушли почти все трансиорданские войска (согласно некоторым источникам, этот уход был санкционирован королём Трансиордании Абдаллой). Наступление, начавшееся 9 мая в 21:35, сопровождалось огнём «Давидок», 3-дюймовых миномётов и ПИАТов. Первая выпущенная из «Давидки» мина убила 13 местных жителей и произвела столько грохота, что среди арабского населения распространился слух о применении евреями атомной бомбы.
Силы «Хаганы» атаковали одновременно все три опорных пункта арабских войск — форт Тегарта, цитадель и дом «Шалва». Цитадель пала быстро. Дольше продолжался бой за дом «Шалва», который обороняли 60 добровольцев из Ирака; уже внутри дома погиб командир еврейской роты Авраам Лихт. Самым долгим и кровавым оказался бой за полицейский форт, хорошо укреплённый и обороняемый сотней ливанских добровольцев. Попытки подорвать здание под дождём не удались, все сапёры получили ранения, а в ходе последовавшего штурма, продолжавшегося целый день, также погиб командир роты «Пальмаха» — Ицхак Гохман. Небольшой отряд арабов, засевший на крыше форта, вёл перестрелку с евреями ещё несколько дней, уже после того, как весь остальной город оказался под контролем «Пальмаха»; несколько бойцов из него были взяты в плен и затем, по свидетельству одного из очевидцев, казнены.
Когда в Цфате стало известно, что все ключевые позиции в городе захвачены еврейскими силами, оставшиеся арабские войска во главе с аш-Шишакли незамедлительно его покинули. После этого началось массовое бегство арабских жителей, которому способствовала и информация, что совершившие обходной манёвр еврейские части взрывают дома в соседней деревне Акбара. За один день арабская часть Цфата обезлюдела. Части «Пальмаха», прочёсывавшие арабские кварталы 10 и 11 мая, нашли там лишь несколько жителей — христиан, стариков и больных. Эти остававшиеся в городе арабы были частично изгнаны на территорию Ливана, а частично отправлены в Хайфу. Этот шаг вызвал возражения внешнеполитического ведомства ишува и лично Моше Шертока, полагавшего, что он наносит ненужный ущерб отношениям с этническими и религиозными меньшинствами будущего еврейского государства. Однако военные настояли, что не могут допустить возвращения в Цфат арабов, представляющих «угрозу для секретности». В итоге цфатские христиане остались в Хайфе, где заботу о них разделили городские власти, арабская община и местные монастыри.
«Пальмах» намеренно не стал перекрывать дороги из города, рассчитывая, что большая масса беженцев затруднит продвижение арабских войск. Согласно одному из отчётов, в последние часы боёв в Цфат вошла колонна АОА численностью 120 бойцов, но зрелище массового бегства подорвало мораль арабских солдат, и они покинули город уже через несколько часов после прибытия. Часть жителей города обосновалась в оврагах неподалёку от него, и командиры «Пальмаха» заставили их продолжить движение, обстреляв из миномётов. 12 мая под впечатлением бегства жителей Цфата была покинута жителями самая большая арабская деревня в долине Хулы — Аль-Хальса; население ушло также из деревень Рас-аль-Ахмар, Джиш, Сафсаф, Тейтаба, Каддита и Саса.
Позже родилась легенда, согласно которой еврейским силам в битве за Цфат помогали духи цадиков с местного кладбища. За каждым еврейским солдатом в бою якобы следовали двое праведников, а Игаля Алона — внука Альтера Шварца, старейшего жителя Цфата — охраняли сразу 12.

## Последующий ход и итоги операции

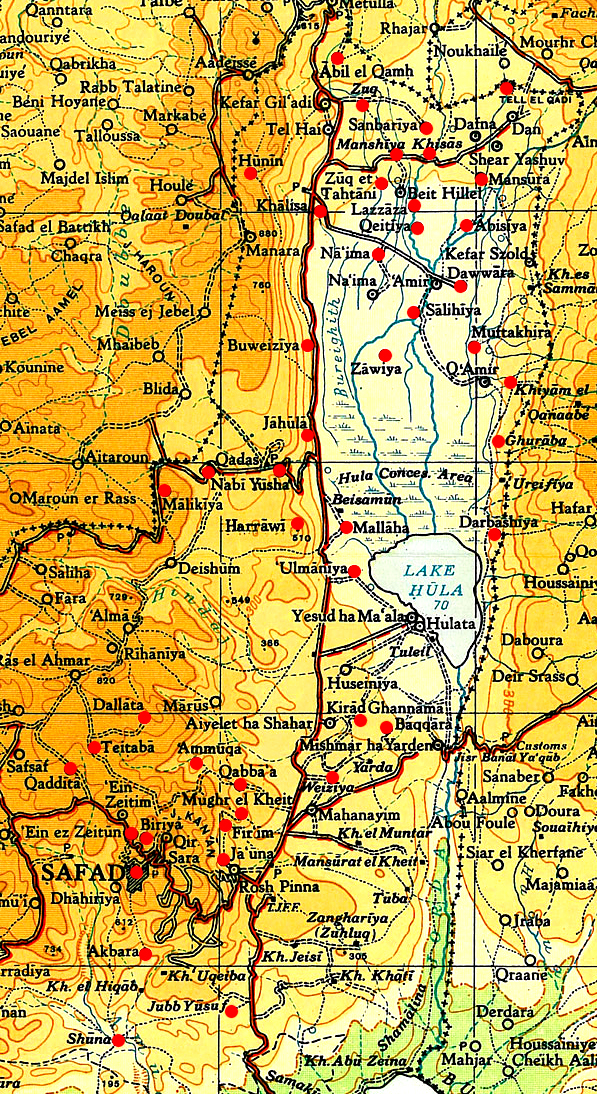
Красным обозначены арабские населённые пункты, захваченные в ходе операции

После победы в Цфате у «Хаганы» оставалось несколько дней до окончания срока мандата и начала ожидаемого вторжения арабских армий. Арабское командование в преддверии этих событий приказало жителям деревень вдоль границы с Сирией покинуть свои дома или отослать женщин и детей, чтобы не мешать продвижению войск. Это совпало с действиями евреев по зачистке арабских населённых пунктов. В результате арабы Восточной Галилеи начали массовую эвакуацию. По приказу Алона по долине Хулы ночами разъезжали колонны грузовиков со включёнными фарами, создавая иллюзию движения больших войсковых соединений и усугубляя панику арабского населения. Одновременно через руководство еврейских поселений до арабских старейшин доводились слухи о прибытии в регион крупных еврейских сил и готовящихся зачистках. Евреи, участвовавшие в этой «кампании шёпота», как её назвал Алон, советовали арабам бежать из региона.
В то же время с разрешения командующего операцией жителям дружественных арабских деревень давали понять, что тем ничего не угрожает. Обещания, однако, не были сдержаны полностью. В частности, жители шиитской деревни Хунин остались в своих домах, рассчитывая на «особые» отношения с евреями и отказавшись подчиниться приказу арабского командования об эвакуации. Позже, однако, последовал рейд «Пальмаха», заставивший бежать большую часть населения деревни, летом четыре жительницы Хунина были изнасилованы и убиты солдатами Армии обороны Израиля, а в августе-сентябре из-за непрекращающихся атак покинули деревню и оставшиеся жители.
Евреи активно наращивали военное присутствие в районах, где их позиции, по мнению руководства, были наиболее слабы. Это были мост дочерей Иакова, район кибуцев Дан и Дафна, а также район Неби-Юши, Кадеш-Нафтали и Маликии, расположенной вблизи стратегически важного узла дорог, связывающих Галилею с Ливаном. «Хагана» установила контроль над грядой холмов вдоль ливанской границы, перекрыв одно из важных направлений предполагаемого вторжения. Одновременно предпринимались рейды через границу с целью уничтожения мостов на дорогах, ведущих в Палестину. В частности был взорван мост через реку Литани, что 16 мая не позволило колонне ливанских войск перейти границу и заставило её искать альтернативные пути продвижения. Эта акция также отрезала от основных арабских сил гарнизон Маликии. Позже евреям удалось затормозить и движение сирийских войск, взорвав шоссе на Голанских высотах. Появление израильских диверсантов в тылу посеяло панику среди сирийцев. В северной части Иорданской долины подразделения бригады «Голани» захватили полицейские форты Цемах и Гешер к югу от Тивериадского озера. Ещё южнее еврейские силы овладели Бейсаном.
Операция «Ифтах» формально продолжалась и после провозглашения независимости Израиля и нача́ла арабской интервенции, завершившись ближе к концу мая. 15—16 мая был штурмом взят полицейский форт в Неби-Юше. Приблизительно в это же время вторгшиеся в Галилею сирийские войска заняли Цемах и создали угрозу для кибуца Дгания на берегу Тивериадского озера. Ответная операция еврейских сил последовала в конце второй декады месяца; хотя Цемах остался в руках арабов, прибытие бойцов 3-го батальона «Пальмаха» имело большое моральное значение для защитников Дгании.

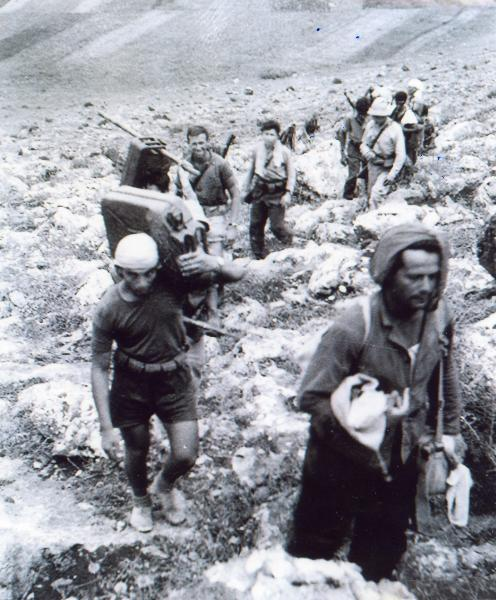
Еврейские бойцы на пути к Маликии

Последними боевыми действиями в рамках операции «Ифтах» стал 28 мая штурм Маликии, в котором участвовали два батальона «Пальмаха». Еврейские силы предприняли военную хитрость: пока часть их бойцов атаковала позиции ливанцев в лоб, остальные зашли на территорию Ливана, разбили шедшее на помощь оборонявшимся подкрепление и появились в тылу деревни вместо него. По словам Кохена, еврейские отряды уступали сосредоточенным в Маликии ливанским силам как количественно, так и по вооружению, но сумели сломить противника психологически. 29 мая основная база ливанских войск на территории Палестины пала (спустя неделю ею снова овладели арабские силы, и окончательный контроль над Маликией был установлен АОИ лишь в ходе операции «Хирам» в конце октября).
В результате операции обезлюдели все арабские деревни Восточной Галилеи, Цфат был покинут арабской частью населения. Многие из брошенных деревень были разрушены еврейскими войсками. Значительная часть деревень «ручки Галилеи» была оставлена жителями в результате спланированной Алоном «кампании шёпота», ещё ряд был эвакуирован по требованию арабского командования, планировавшего вторжение через границу Палестины с Сирией. Большинство жителей Цфата ушли из него самостоятельно, но этот исход подстёгивал страх перед «Пальмахом», который целенаправленно нагнетался еврейским командованием. Общее количество арабских беженцев, покинувших Восточную Галилею в дни операции «Ифтах», по оценке Игаля Алона, исчислялось десятками тысяч. Справочник «Всё, что остаётся» (англ. All That Remains), изданный Институтом палестинских исследований в 1992 году, перечисляет более 70 арабских деревень и бедуинских стойбищ в Цфатском округе, оставленных населением за время войны 1947—1949 годов.